# Maria Parczewska
Maria Parczewska (ur. 15 sierpnia 1953 w Warszawie) – polska psycholog, prekursorka edukacji twórczej i edukacji muzealnej, autorka projektów społecznych.

## Życiorys
Była uczennicą VI Liceum Ogólnokształcącego im. Tadeusza Reytana w Warszawie, w którym w 1972 uzyskała maturę. W 1977 ukończyła psychologię kliniczną na Uniwersytecie Warszawskim. W latach 1990–2017 była kuratorką Laboratorium Edukacji Twórczej w Centrum Sztuki Współczesnej w Warszawie, gdzie zajmowała się projektowaniem sytuacji twórczych, realizacją projektów społecznych oraz edukacją kreatywną. 
Wykładowczyni Instytucie Kultury Polskiej Uniwersytetu Warszawskiego, w Akademii Teatralnej w Warszawie, w Wyższej Szkole Pedagogiki Resocjalizacyjnej Pedagogium w Warszawie i na Studiach Kuratorskich Uniwersytetu Jagiellońskiego. 
Prowadzi warsztaty twórcze dla muzealników, bibliotekarzy, animatorów kultury, studentów, osób niepełnosprawnych i dla osób zajmujących się zawodowo osobami zagrożonymi marginalizacją. Jest projektantką plakatów i książek.
Otrzymała w 1993 nagrodę Ministerstwa Kultury za edukację twórczą i odznakę „Zasłużony dla Kultury Polskiej” w 2005.

## Publikacje
- Maria Parczewska, Janusz Byszewski Sztuka współczesna – instrukcja obsługi. Warszawa: Centrum Sztuki Współczesnej Zamek Ujazdowski, 2007, ISBN 978-83-61156-26-0
- Maria Parczewska, Janusz Byszewski Muzeum jako rzeźba społeczna. Warszawa: Centrum Sztuki Współczesnej, Zamek Ujazdowski, 2012, ISBN 978-83-61156-39-0